# 로켓보이
《로켓보이》(ロケット・ボーイ)는 후지 TV 계열에서 2001년 1월 10일・1월 17일, 같은 해 2월 21일~3월 21일에 매주 수요일 21:00 ~ 21:54에 방영된 TV 드라마이다.

## 개요
야구장에서 우연히 일어난 사고로 서로 알게 된 30대 샐러리맨 3명이 성장해 가는 모습을 그린 드라마이다.
주인공 코바야시가 우주비행사가 되는 꿈에 도전하는 모습이나, 3명 각각 부모님과의 관계, 결혼을 둘러싸고 일어나는 좌충우돌 이야기가 중심이다.

## 주요 등장인물
코바야시 신페이 (小林晋平, 30세) - 오다 유지
어릴 때는 우주비행사를 동경했다. 대학교를 졸업하고 나서는 여행사 대리점 '은하 투어리스트'에서 일하고 있다. 아버지는 집안 대대로 하고 있는 여관을 이어 받으라고 채근한다. 키미에와 맞선을 볼 예정이었으나, 약속 장소에 나타나지 않고 야구장으로 향한다.
스즈키 요시유키 (鈴木善行, 29세) - 유스케 산타마리아
어릴 때는 프로 야구 선수를 동경했다. 학생 때부터 미치코네 라면집을 드나들었는데, 그것을 계기로 멘마(メンマ)를 팔게 되었다. 미치코와 결혼하여 사스케의 라면집을 이어받게 된다.
타나카 타케노리 (田中武徳, 28세) - 이치카와 소메고로
'헤이! 헤이! 헤이!!'가 입버릇이다. 신페이가 '나보다 2살 어리다고 생각되지 않아・・'라고 말할 정도로 활발하고 대담한 모습을 보인다.
타치바나 아키코 (橘 亜希子, 30세) - 나카지마 토모코
신페이의 전 여자 친구. 신페이와 8년 간 사귀었지만 어느 날 집을 나간다.
하나자와 키미에 (花沢君江, 23세) - 쿄노 코토미
신페이의 소꿉친구이자 맞선 상대로 도쿄에 올라와 살게 된다.
마츠이 미치코 (松井光子, 25세) - 스도 리사
요시유키의 결혼 상대
사쿠라기 쇼스케 (桜木正介) 과장 (40세) - 와타나베 잇케이
신페이의 상사로, 일을 제대로 못하는 신페이에게 자주 화를 내지만 그만큼 신페이에게 신경 써주는 모습도 보인다.

## 스탭
- 제작 - 타카이 이치로 (제작 협력 - 이시하라 타카시)
- 각본 - 쿠도 칸쿠로
- 연출 - 카와케 슌사쿠, 타지마 다이스케

## 주제가
- 오다 유지 - 〈하늘의 저편까지(空のむこうまで)〉

## 부제
1. 그녀가 나간 아침, 나는 그들과 만났다 (彼女が出て行った朝、僕は彼らと出会った)
2. 그리고 우리는 변하기 시작했다 (そして僕らは変わり始めてた)
3. 우리들의 재시작 (僕らの再スタート)
4. 하나마키~도쿄 492 km 달려라! (花巻－東京492キロ走り切れ！)
5. 코바야시 신페이, 우주를 목표로 (小林晋平、宇宙を目指す)
6. 코바야시, 눈물의 면접시험과 유성군 (小林、涙の面接試験と流星群)
7. 각자 떠다는 여행과 끝나지 않은 꿈 (それぞれの旅立ちと見果てぬ夢)

## 비고
- 이 작품을 촬영하는 도중에 주연 배우인 오다 유지가 추간판 탈출증으로 입원하여, 제3화 이후 촬영 및 방송이 불가능해졌다. 이에 따라 제2화 방영 뒤 4주간 방송을 중지하고, 당초 11회 예정이었던 각본을 재구성하여 7화로 제작・방영하였다.
- 또한 방영이 중단된 기간 중에는 드라마 《춤추는 대수사선》[1]에서 특정 회를 편집하여 〈That's 춤추는 대수사선〉이 방영되었는데[2], 로켓보이 본편보다도 평균 시청률이 높았다는 웃지 못할 결과가 나왔다. 로켓보이 총 7회 평균 시청률은18.8%이었고, 춤추는 대수사선 재방송 4회 평균 시청률은 21.3%였다. 또한, 이 재방송이 호평을 받아 시청자의 희망으로 예정에 없었던 최종회 부분을 〈That's 춤추는 대수사선 파이널〉로 방영하였다.
- 당시 우주개발사업단(NASDA)[3]에서 코바야시가 면접을 보는 장면에서 면접관의 한 사람으로 모리 마모루(毛利衛)가 출연했다.
- 아직까지 한 번도 비디오, DVD 등이 정식발매되지 않았다.
- 각본은 쿠도 칸쿠로가 썼는데 그가 각본을 맡았던 작품 중에서는 평균시청률이 가장 높은 작품이다.